# Dicranodon scoparium
Dicranodon scoparium là một loài Rêu trong họ Dicranaceae. Loài này được (Hedw.) Béhéré mô tả khoa học đầu tiên năm 1826.